# جنسنغ ثلاثي الأوراق
جنسنغ ثلاثي الأوراق (الاسم العلمي: Panax trifolius) (بالإنجليزية: Dawrf Ginseng)‏ هو نوع من النباتات يتبع جنس الجنسنغ من الفصيلة الأرالية.